# Doby Jenő
Doby Jenő (Kassa, 1834. szeptember 4. – Porto-Ré, 1907. július 1.) grafikus, rézmetsző, rézkarcoló, festőművész, ifj. Doby Jenő (Bp. 1869. - 1931.) gyógyszerész, Székely-Doby Gézáné sz.:Doby Alice (1868. - 1948.), Maderspach Ferencné sz.: Doby Irma (1870. - 1945.) és Doby Géza (1877. - 1968.), biokémikus apja.

## Életrajza
Doby Lipót kereskedő és Henszlmann Karolina gyermeke. Családja 1839-ben a fővárosba költözött, így alsóbb iskoláit itt végezte. Nagybátyja, Henszlmann Imre fedezte fel rajztehetségét. Művészeti tanulmányait 1849-ben Pesten, Fuchsthaller Alajos réz- és acélmetsző tanítványaként kezdte, majd 1852-től Londonban, Böhm Farkas pécsi származású festőművésztől festészetet tanult. Tanárát elkísérte római tanulmányútjára is, itt számos másolatot készített régi itáliai mesterek festményeiről. 1855-ben rövid firenzei és bécsi tartózkodás után hazatért szülővárosába, ahol arcképfestésből kívánt megélni. 1855 októberében Párizsba ment, ahol a száműzetésben élő Henszlmann Imre támogatásával tovább tökéletesítette művészeti ismereteit. Charles Gleyre műtermének alkalmazottja lett, közben tanulmányozta a párizsi világkiállítást és nagybátyja munkáihoz rajzokat készített. Több tanulmányutat tett vidéki francia városokban és Londonban, majd Párizsba való visszatérése után, 1862-től A. Soudain műtermében lett alkalmazott, ahol megtanulta az architektúrai rézmetszést is. 

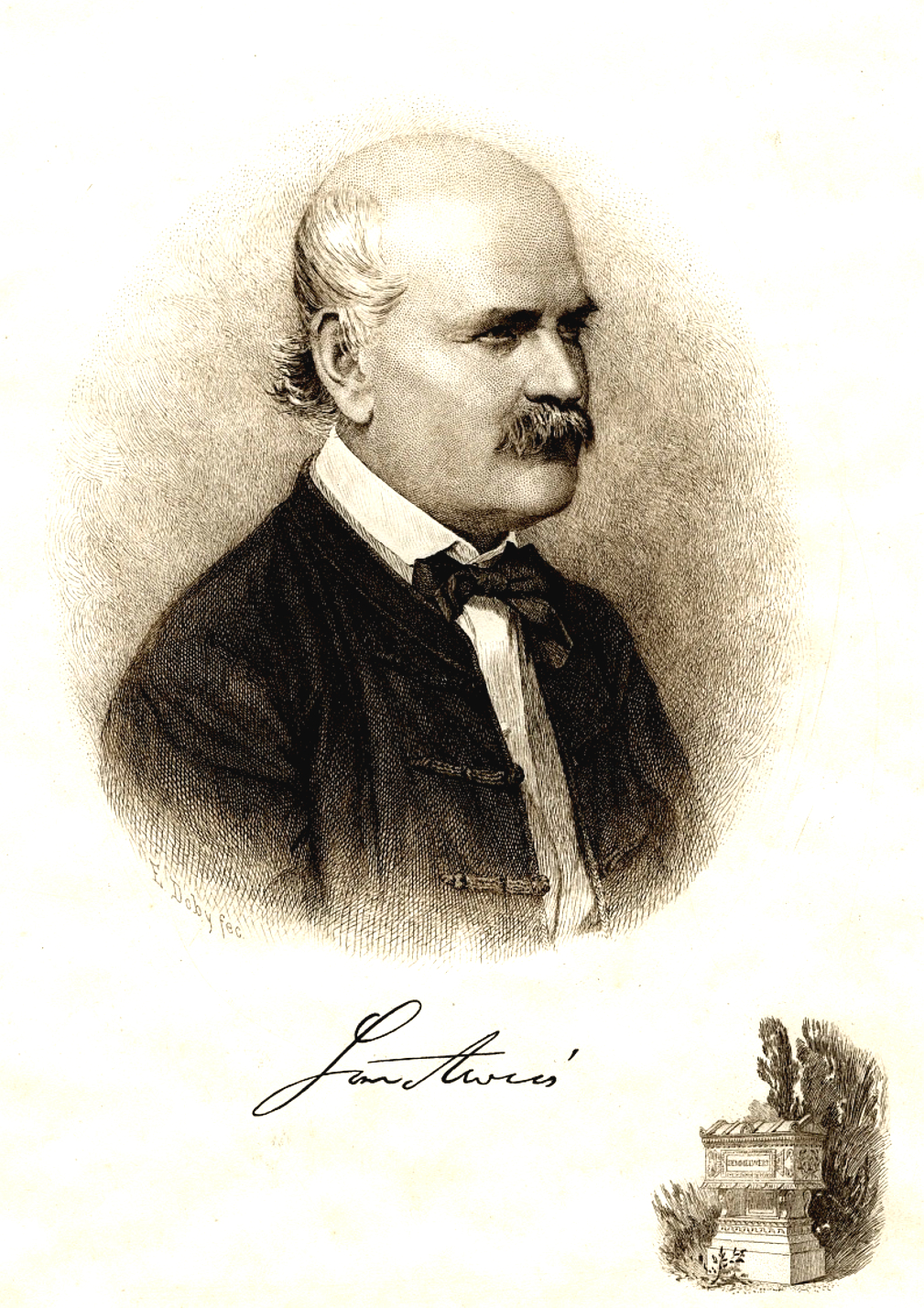
Semmelweis Ignác portréja, rézmetszet (1894)

Az 1860-as évek elejétől teljesen felhagyott a festéssel és csak rézmetszeteket és rézkarcokat készített. Hazatérése után számos megrendelést kapott. Dolgozott a Magyar Tudományos Akadémia, a Magyar Archeológiai Bizottság és a bécsi Central-Commission zur Erhaltung der Kunst- und historischen Denkmale számára, metszeteket készített többek között Henszlmann Imre és Rómer Flóris műveihez. A kassai Szent Mihály-kápolna című rézkarcát 1863-ban az Országos Magyar Képzőművészeti Társulat műlapként juttatta el tagjainak. 1867-ben megbízták Eduard von Engerth A zentai csata című festményének rézbe metszésével. A megbízáshoz öt évre szóló állami ösztöndíjat kapott, aminek segítségével 1869-ben Bécsbe költözött és az akadémián Jacoby Lajos tanítványa lett. Tanulmányai közben megbízásokat kapott a bécsi Sokszorosító Egyesülettől és a Magyar Országos Képtártól. Az 1873-as bécsi világkiállításon a magyar művészeti kiállítás felügyelőjeként tevékenykedett. Erre az évre elkészült a Zentai csata című képével is és újabb megbízást, illetve ösztöndíjat kapott, ezúttal Tagetthoff tengernagy arcképének rézbe metszésére. 1883-ban hazatért.
1884-ben Trefort Ágoston a rézmetszés szaktanárává nevezte ki a budapesti iparművészeti iskolába. Huszonhárom éves művészetpedagógiai munkássága alatt egész grafikusnemzedékeket nevelt a magyar művészetnek. Az oktatás mellett művészeti tevékenységét is folytatta. Ismert festményekről készített másolatai mellett önálló művekkel is jelentkezett. A Van Dyck festménye nyomán készült Sámson és Delila című képére 1894-ben, az antwerpeni nemzetközi kiállításon első osztályú érmet kapott. Gróf Andrássy Gyula arcképével 1895-ben elnyerte a párizsi Salon Mention Honorable kitüntetését. A millenniumi kiállításon  nagy érmet nyert. Röviddel halála előtt adta be nyugdíjazási kérelmét. Hagyatéki kiállítását 1907-ben tartották a Szépművészeti Múzeumban. A Magyar Nemzeti Galéria számos művét őrzi.

## Főbb művei
- A kassai Szent Mihály-kápolna (1863)
- Henszlmann Imre arcképe
- A Magyar Tudományos Akadémia
- Miszlókai parasztasszonyok
- Sámson és Delila (Van Dyck festménye, 1894)
- Tabajdy Károly főispán arcképe (Pataky László festménye, 1885)
- Ki a legény a csordában (Vastagh Géza festménye)
- A kosár (Margitay Tihamér festménye, 1890)
- A kegyvesztett (Eisenhut Ferenc festménye, 1891)
- Gróf Andrássy Gyula arcképe (1895)
- Önarckép (1902)
- A művész feleségének képmása (1905)
- Holdas éj Aboson